# Paul Gauguin
Eugène Henry Paul Gauguin, född 7 juni 1848 i Paris, Frankrike, död 8 maj 1903 på Marquesasöarna, Franska Polynesien, var en fransk målare, skulptör och grafiker. 
Gauguin var först impressionist, men utvecklade runt 1888 i Bretagne en dekorativ stil med långtgående förenkling, hela färgplan, starka konturer, så kallad primitivism och postimpressionism. År 1888 bodde han i det gula huset med Vincent van Gogh i Arles i södra Frankrike. Gauguin vistades 1891–1893 och 1895–1903 på Tahiti och Marquesasöarna för att måla polynesiska motiv. Han var en av den moderna konstens främsta föregångare.

## Biografi
Paul Gauguin föddes i Paris som son till en mor med peruansk härstamning. Gauguins mormor var Flora Tristan. Han for i sin ungdom till sjöss, vann sedan en god position som bankman i Paris och gifte sig 1873 med en danska. Av hans söner blev senare Jean Gauguin (född 1881) skulptör och keramiker, verksam i Danmark, medan Pola Gauguin (född 1883) var verksam i Norge som konstnär och kritiker. Han började först när han var omkring 30 år gammal med måleri. Samtidigt började han samla målningar av Camille Pissarro, Paul Cézanne, Edgar Degas, Johann Jongkind, Armand Guillaumin och Pierre-Auguste Renoir. De flesta av dessa tavlor är idag världskända. Gauguin debuterade på impressionisternas utställning 1880 med omedelbart uppfattade och utförda landskapsstudier. 1881 utställde han en studie av en Naken kvinna, som lappar sitt linne, dessutom en statyett, Promenerande dam, snidad i trä och färgat, och en medaljong, Sångerskan.
Han uppehöll sig sedan mest i Bretagne, målade bönder, byar och landskap samt hade rätt stort inflytande på den krets av unga målare, som blev kallad Pont-Avenskolan. Gauguins mål var först och främst att sammanfatta det personliga intrycket av ett stycke natur i dess huvudsakliga, bestämmande drag, i stora linjer och plan. Det var med andra ord en dekorativ verkan han sökte nå genom att i ett bestämt syfte inte blott sammanhålla, utan också skärpa eller mildra naturens kvaliteter.
1887 gjorde Gauguin en resa till Martinique, återvände genom södra Frankrike till Bretagne 1888. 1891 reste han till Tahiti, stannade där till 1893, vistades sedan i Paris, till dess han 1895 återvände till Tahiti.
Konstnärligt sökte han i tropikerna en ny, oupptäckt värld, nya former och färger. Hans framställningssätt blev en ytterligare utveckling av hans tidigare stil med stora plan, bestämda färgytor, dekorativt utsmyckade ytor, med försök att återgå till en primitiv ståndpunkt, att lära sig konsten att se om igen från början. På Tahiti målade han massor av studier av människor och natur. Stor uppmärksamhet skapade hans verk Kristus och Kristi födelse – såväl Kristus som hans moder är svarta infödingar från ön i Söderhavet.
Gauguin var även litograf, skulptör, gjutare, gjorde reliefer i fajans och i trä (till exempel: Kriget och freden). Han skrev även en tahitisk dikt No Noa (1893). Gauguin är representerad vid bland annat Göteborgs konstmuseum, Nationalmuseum, Nasjonalmuseet i Oslo, Ny Carlsberg Glyptotek i Köpenhamn och Ateneum i Helsingfors.
1937 beslagtog propagandaministeriet i Nazityskland det som fanns av Paul Gauguin på tyska museer i egenskap av Entartete Kunst. Det var dels ett par grafiska blad och dels ett par oljemålningar. På Hamburger Kunsthalle beslagtogs ett färgträsnitt kallat Maruru-Merci från 1893-1894 och på Kunsthalle Mannheim litografin Kuhreiterin [utan år]. Båda förvärvades av konsthandlare Hildebrand Gurlitt ur det statliga lagret ett par år senare. Oljemålningen L'Enchanteur / Trollkarlen (1902) konfiskerades på Städel Museum i Frankfurt am Main den 1 december och såldes sommaren 1939 på auktion i schweiziska Luzern, inropad av Musée d’Art moderne et d’Art contemporain i Liège för 50 000 Sfr. Oljemålningen Cavaliers sur la plage (II) / Ryttare på stranden (II) (1902) beslagtogs på Wallraf-Richartzmuseet och förvärvades av konsthandlare Karl Haberstock i Berlin direkt ur lagret. Utöver 800 pund gav Haberstock Adolf Hitler målningen De wonderbare visvangst / Det förunderliga fiskafänget av Peter Paul Rubens i utbyte. Den var tänkt för det planerade Führermuseum i Linz och finns idag på Wallraf-Richartzmuseet i Köln. Gauguins målning tillhör idag "Collection Niarchos" i Paris.

## Målningar
För en alfabetisk lista över urval av målningar, se Kategori:Målningar av Paul Gauguin.

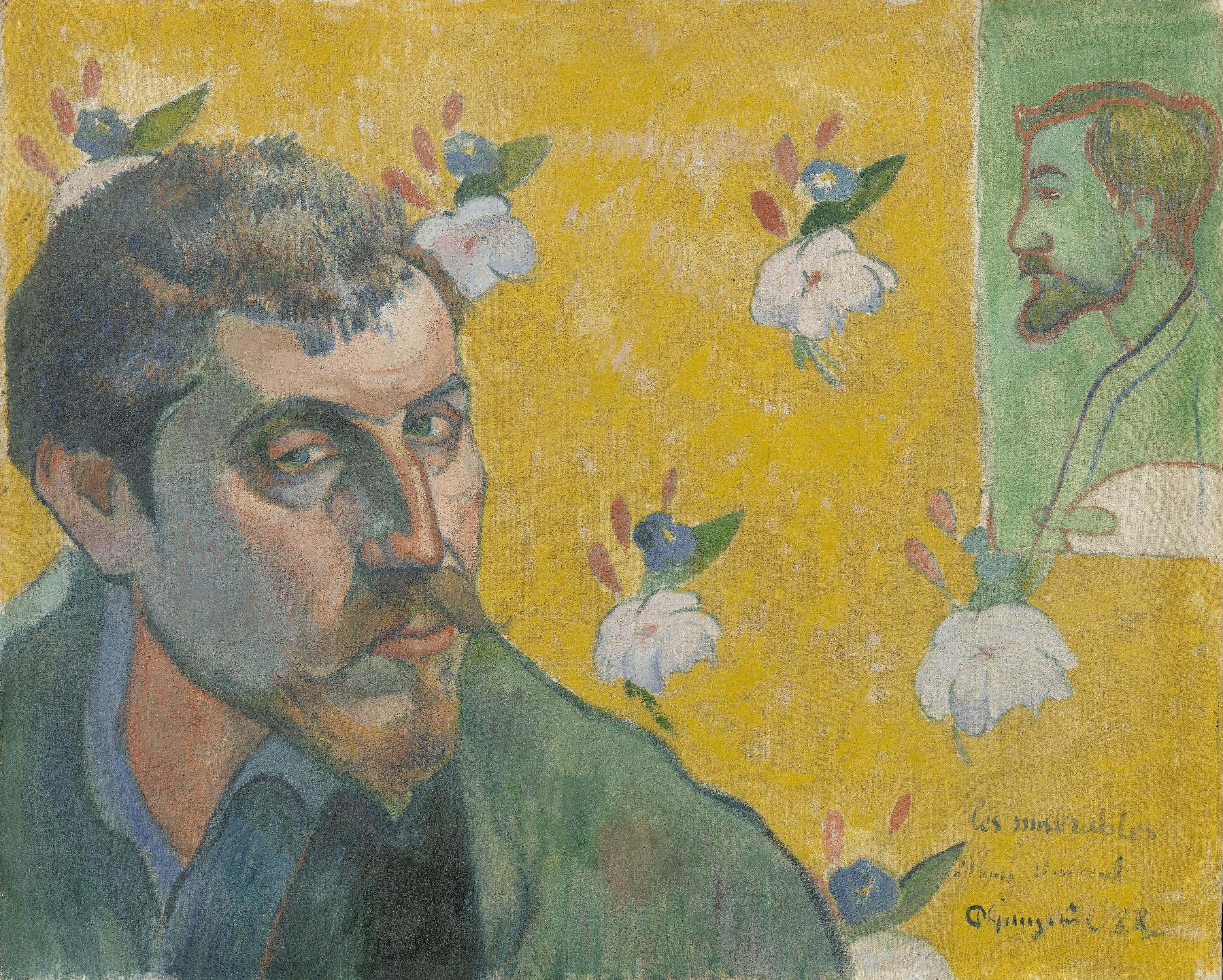
Självporträtt (1888)
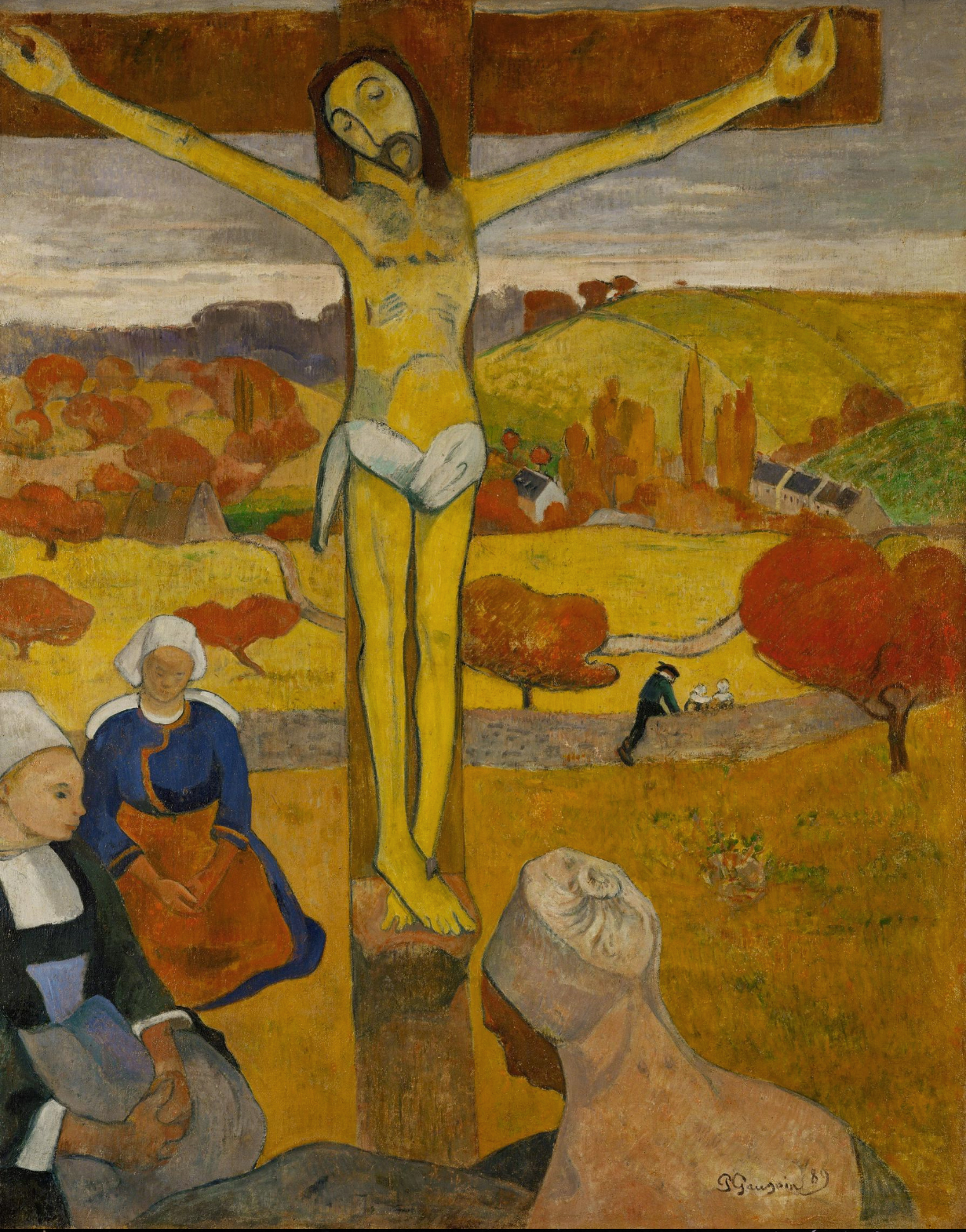
Den gule Kristus (1889)
Autoportrait au nimbe (1889)
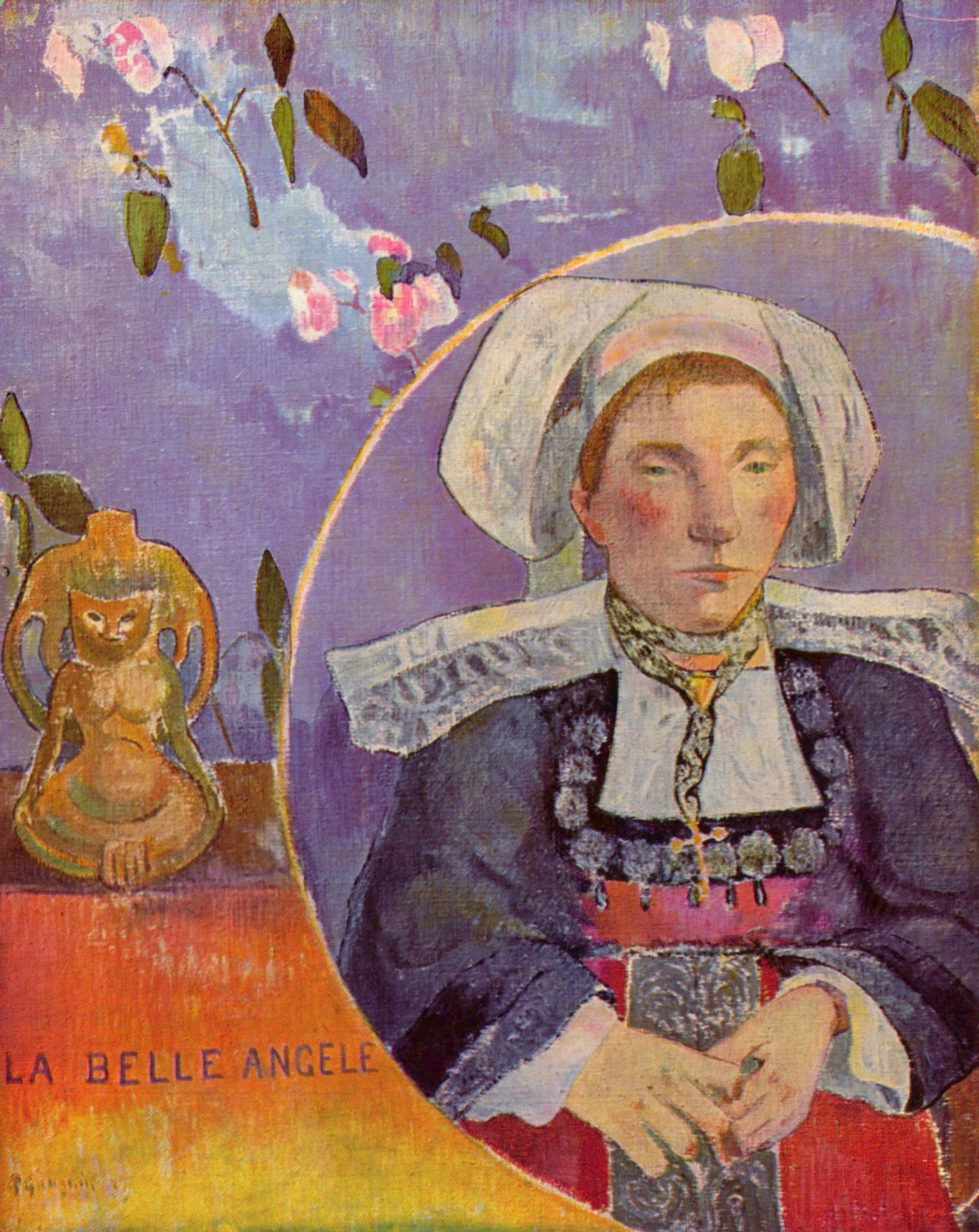
La belle Angèle (1889)
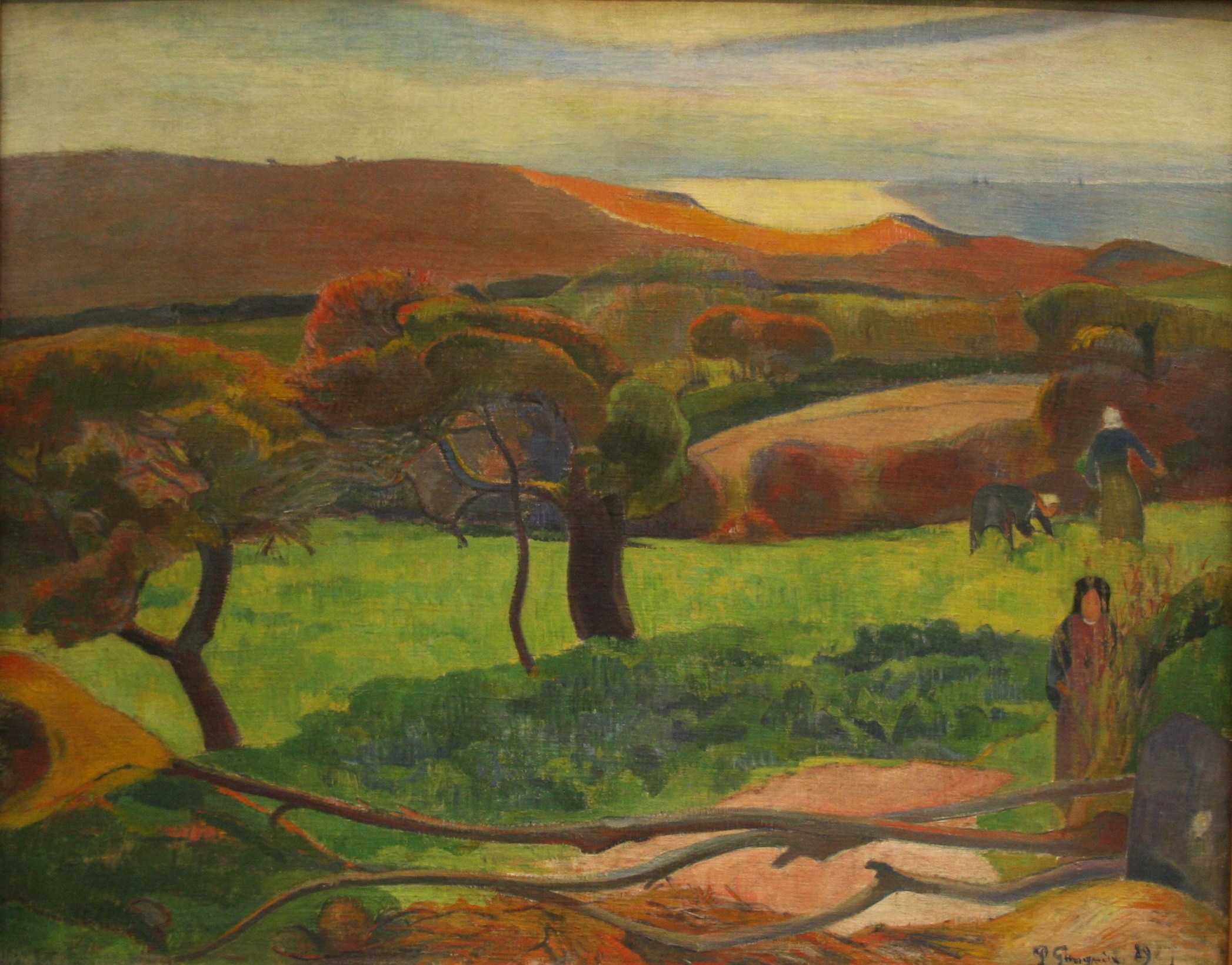
Landskap från Bretagne (1889). Nationalmuseum, Stockholm.
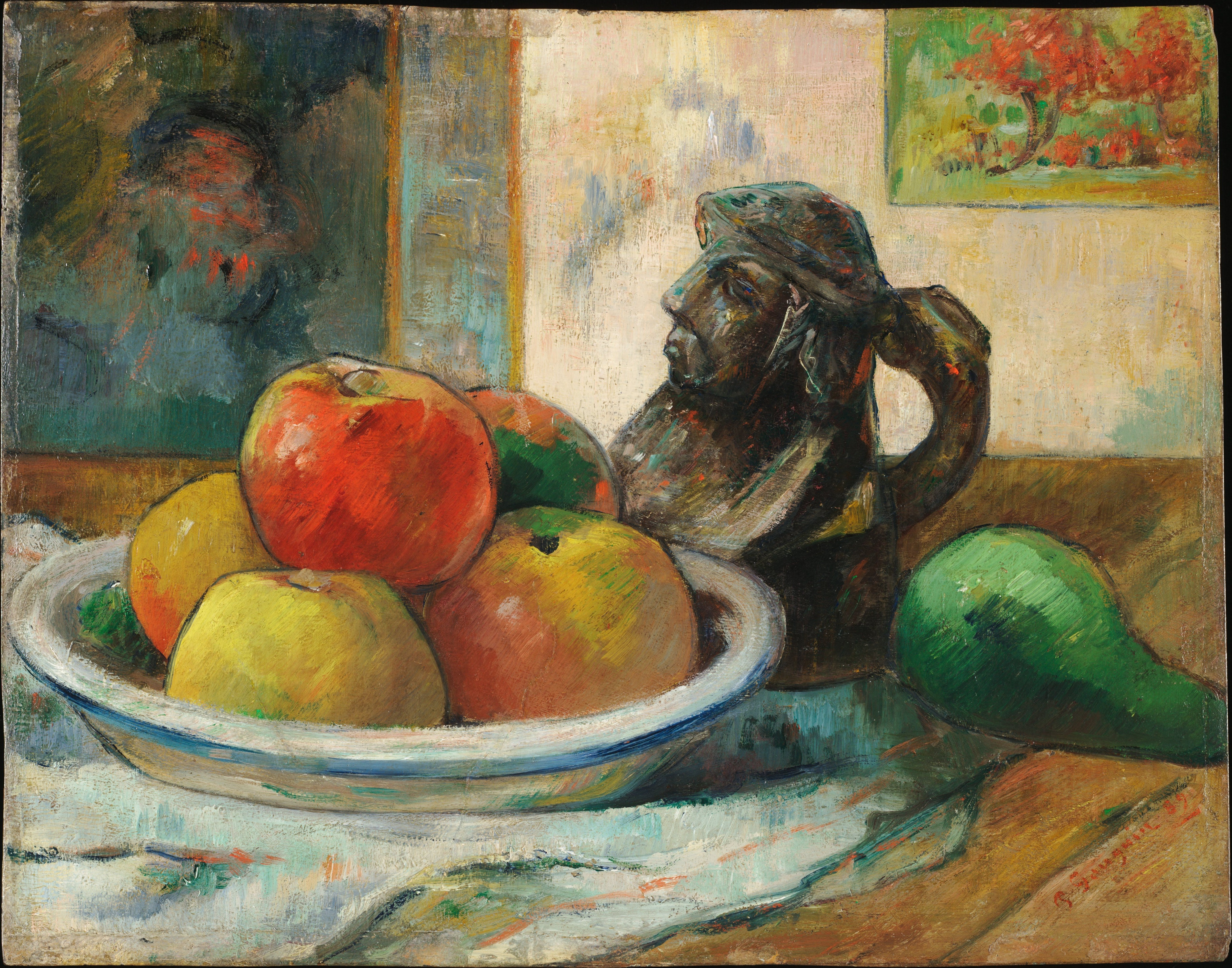
Pommes, poire et céramique (1889)
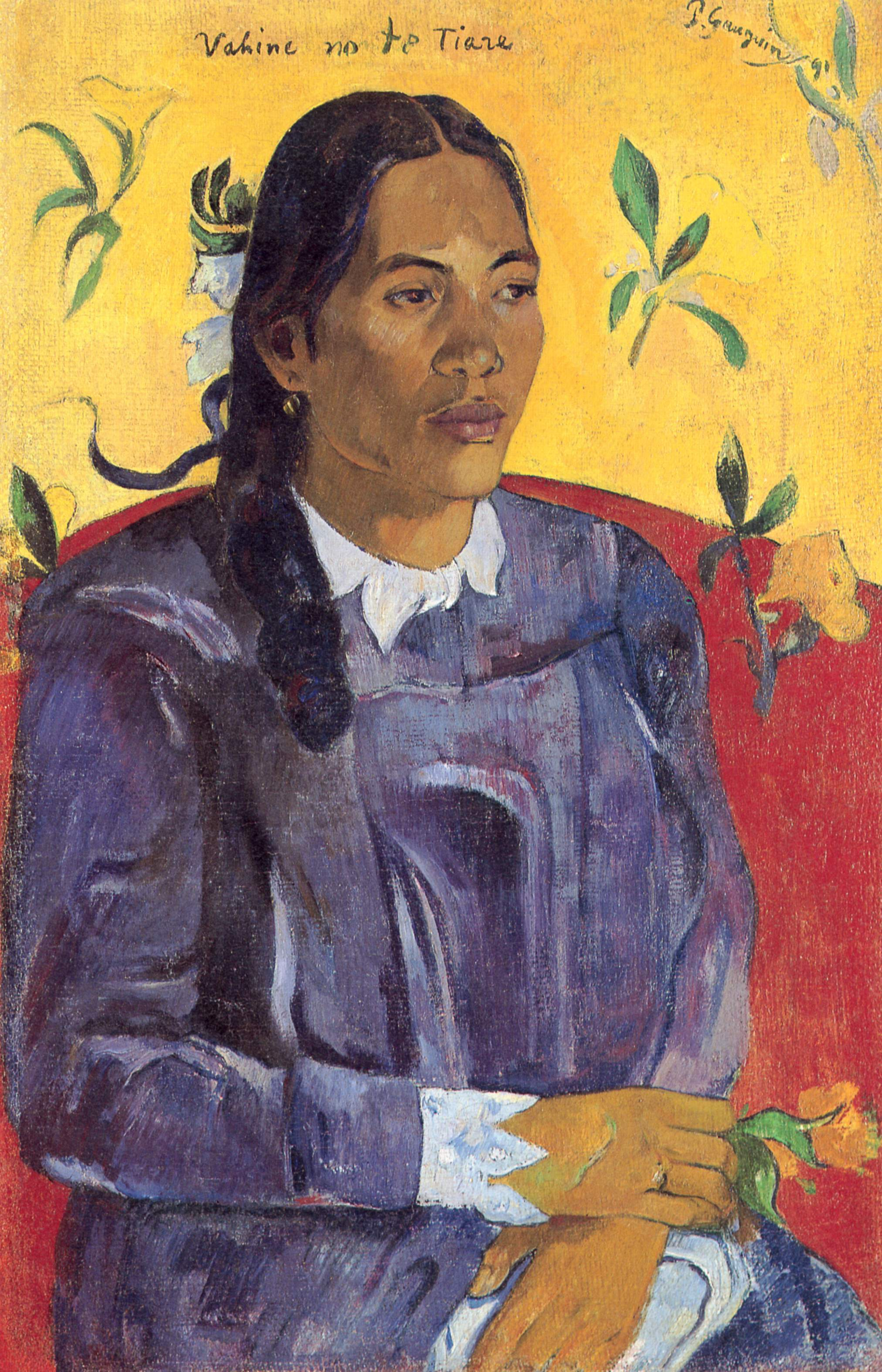
Tahitisk kvinna med en blomma (1891)
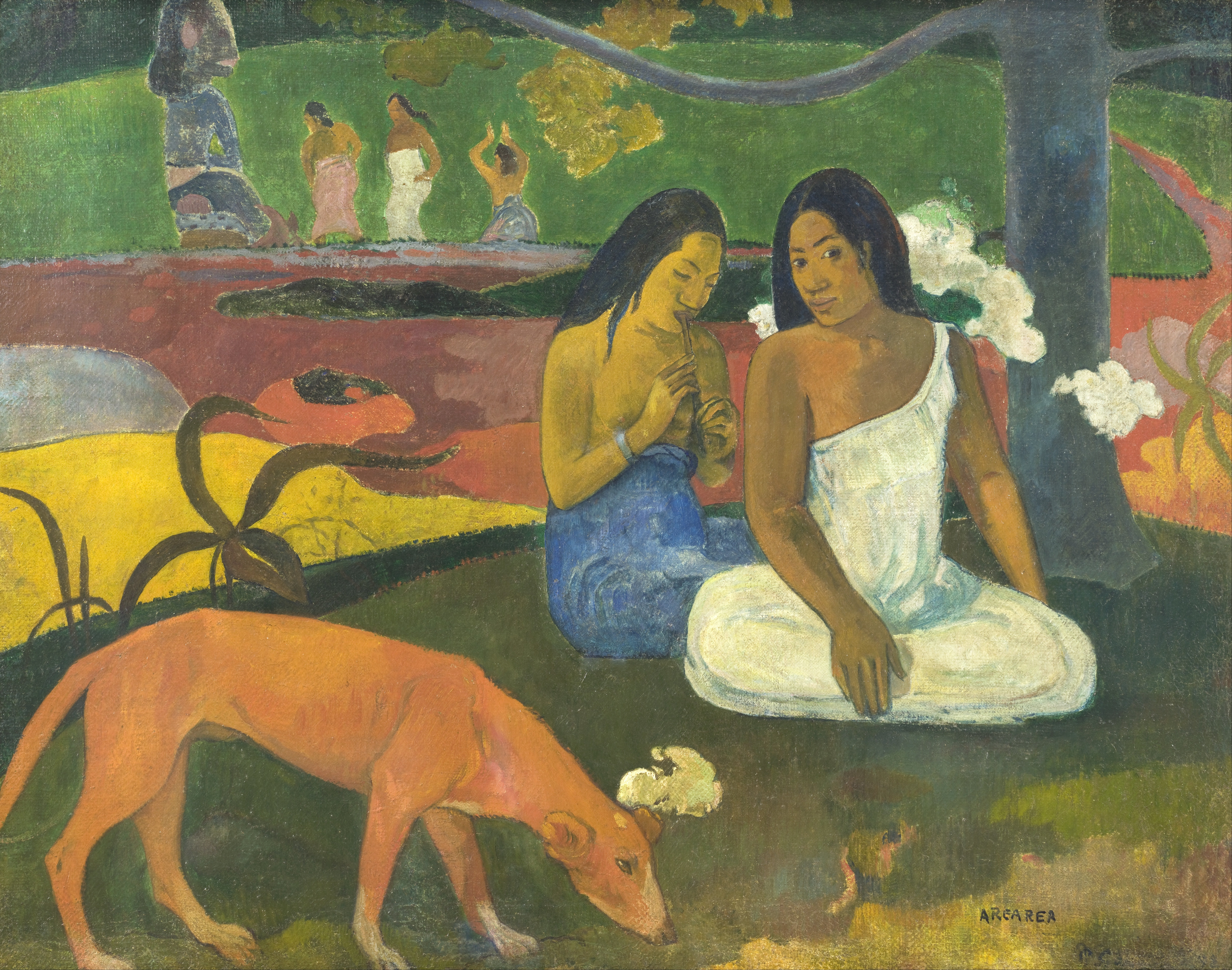
Arearea (1892)
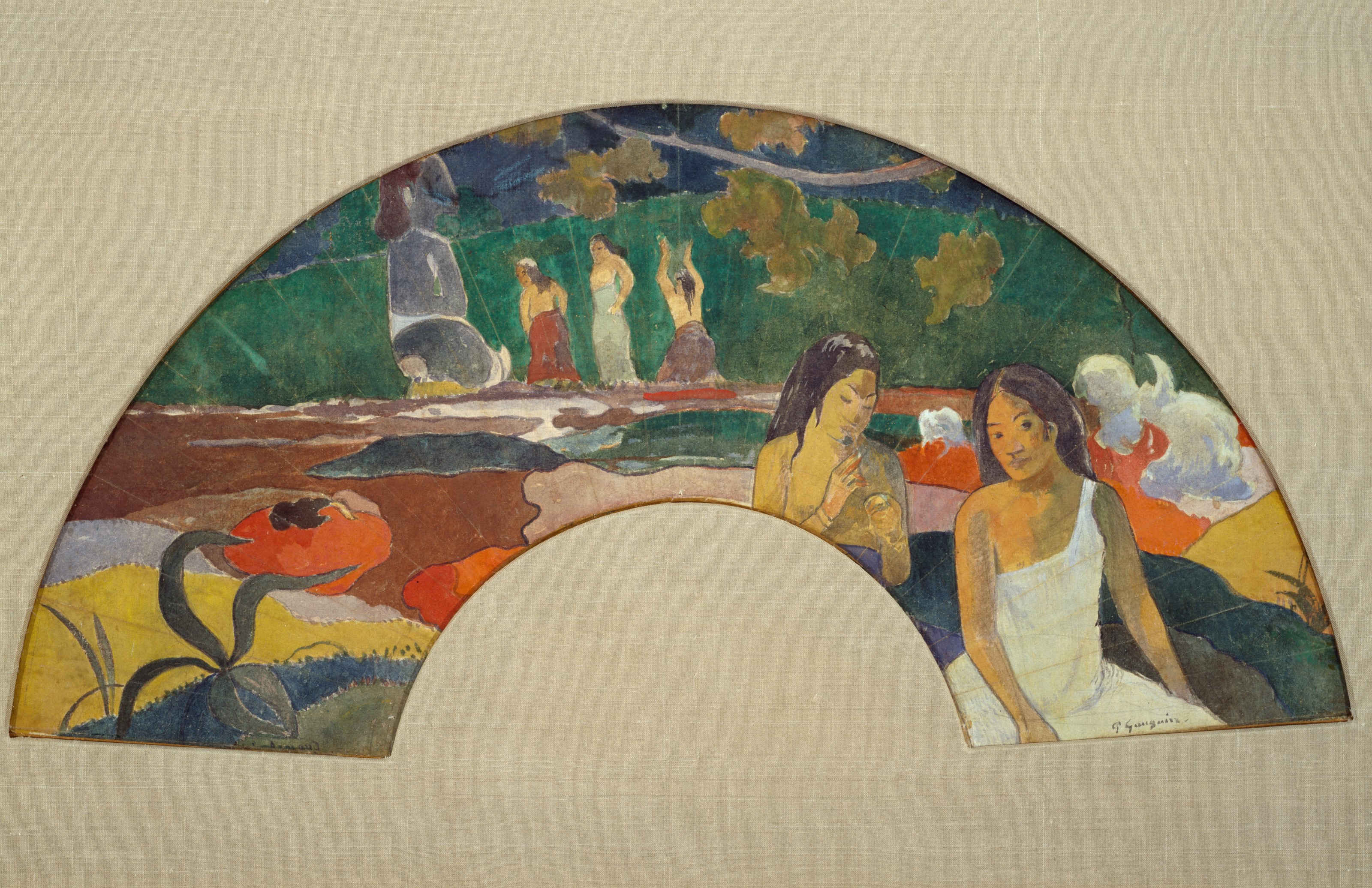
Arearea II  (1894)
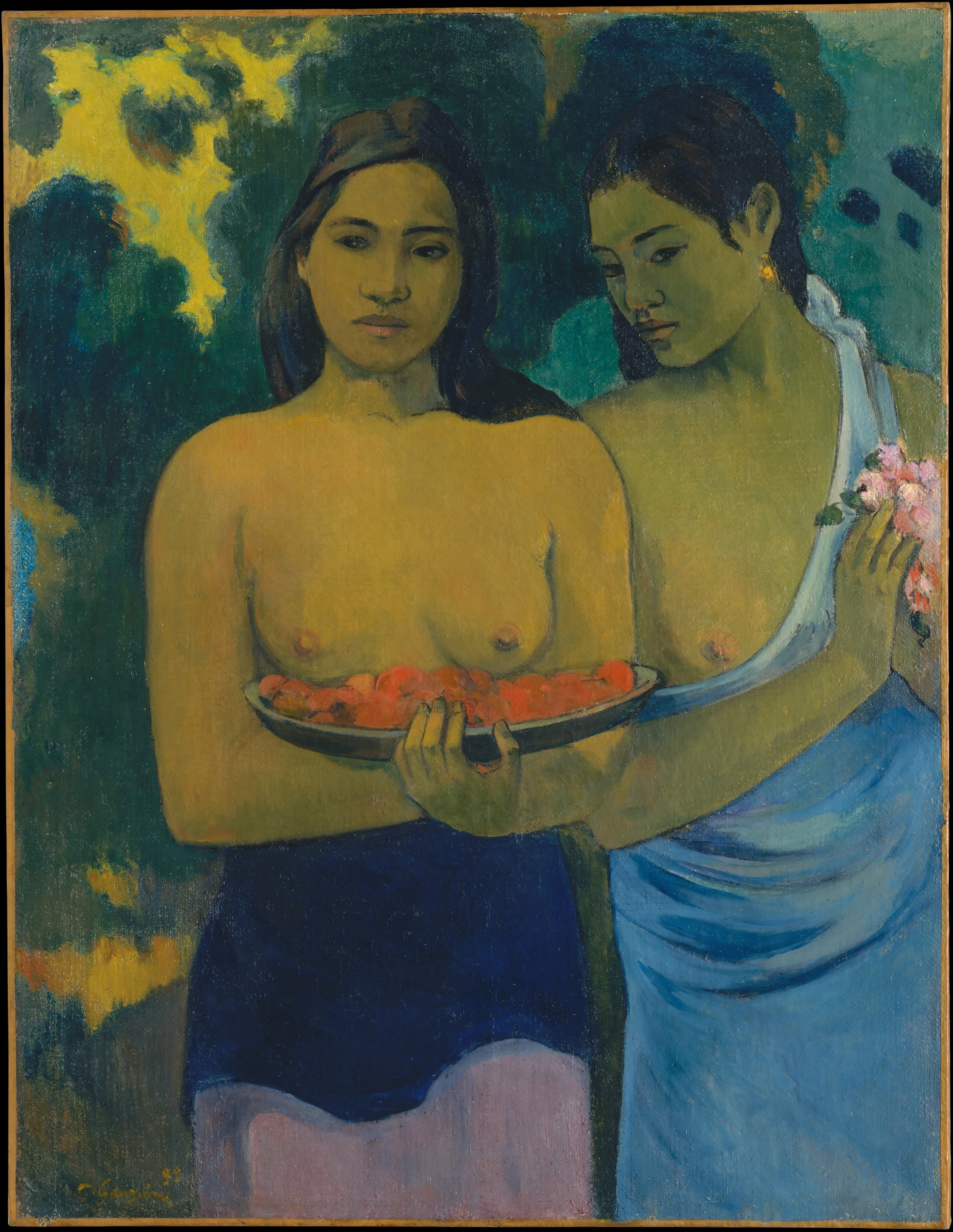
Deux Tahitiennes (1899)